# Pargny-la-Dhuys
Pargny-la-Dhuys è un comune francese di 171 abitanti situato nel dipartimento dell'Aisne della regione dell'Alta Francia.

## Società

### Evoluzione demografica
Abitanti censiti